# Nevermore (песня)
«Nevermore» — песня британской рок-группы Queen, написанная вокалистом Фредди Меркьюри. Песня вышла на втором альбоме Queen II в 1974 году и является одной из самых коротких с альбома — её продолжительность всего 1 минута и 18 секунд.

## Запись
Песня была записана в августе 1973 года в Trident Studios. В записи участвовали только Фредди Меркьюри, игравший на рояле и Джон Дикон, игравший на бас-гитаре. Все вокальные партии записал Меркьюри. В песне в определенных моментах слышен колеблющийся звук рояля, напоминающий синтезатор. Однако этот звук извлекался перебором струн рояля в то время, когда Меркьюри играл ноты.

## О песне
Это одна из самых простейших песен из альбома, но она не была включена в трек-лист[уточнить] по принципу отличия от других. В настоящее время такая короткая продолжительность не кажется странной, но тогда она контрастировала с гигантами вроде «The March of the Black Queen» и «Father to Son». Песня схожа с творчеством группы Bell & Sebastian. Однако на текст песни оказал большое влияние блюз. Тематика песни — чувства, которые человек испытывает после того, как расстаётся с любимым человеком. Песня примечательна тем, что в эпоху мифологического идеализма группы она затрагивает личностные проблемы человека. Песня начинается с той же самой мелодии, которая завершает предыдущую песню «The Fairy Feller’s Master-Stroke». Предположительно, Меркьюри этим самым планировал объединить эти две песни и создать эффект, будто «The Fairy Feller’s Master-Stroke» не заканчивается, а переходит в балладу. Однако между этими партиями есть промежуток приблизительно в полсекунды.
Критик из журнала Classic Rock считает текст песни одним из лучших с альбома. Райс Томас, эксперт и музыкальный продюсер, считает её одной из лучших песен, написанных Фредди Меркьюри. Грег Брукс и Гэри Тэйлор подчеркивают в песне прекрасный бэк-вокал, совмещающийся с игрой на рояле, что образует захватывающее представление. Джордж Пурвис считает «Nevermore» и «White Queen (As It Began)» наиболее выдающимися песнями альбома. Возможно, песня является предшественником другой песни, написанной Меркьюри, «Love of My Life» с альбома A Night at the Opera.
В 2011 году лейбл Hollywood Records выпустил переиздания всех альбомов Queen с бонусными треками. Демоверсия песни, записанная в апреле 1974 года на BBC, вошла в переиздание альбома Queen II.

## В записи участвовали
- Фредди Меркьюри — вокал, бэк-вокал, рояль, перебор струн рояля
- Джон Дикон — бас-гитара

## Комментарии
1. ↑  Короче песни «Nevermore» только инструментальная «Procession». Её длина — 1 минута 13 секунд.
2. ↑  После текста «Some Day One Day»[4].